# パルモア病院
パルモア病院（パルモアびょういん）は、医療法人社団純心会が兵庫県神戸市中央区に設置する病院。

## 概略
1956年、準学校法人パルモア学院学院長の石井卓爾が学内に反対意見のある中、義弟の医師三宅廉を病院長に据え、医療法人財団パルモア病院を設立した。前身は準学校法人パルモア学院の校内診療所で、設立資金は全てパルモア学院と学院の宣教師・職員・生徒からの寄付金で賄い、さらにパルモア学院所有の土地が無償貸与された。学院とは後に断絶し、土地を巡って法的紛争を展開することとなった。
同院は日本で初めて産婦人科と小児科が一体となった医療を提供した病院であり、周産期医療を行う病院として兵庫県内有数の存在であった。しかし病院建設のために多額の負債を抱えた上、パルモア学院との金銭や不動産を巡る訴訟に伴う不動産評価替えなどが原因となって赤字に転じ、2013年に民事再生法の適用を申請し、2014年に現在の医療法人社団純心会パルモア病院として再生した。
三宅廉と医療法人財団パルモア病院の創立スタッフはキリスト教を信仰していた。2010年には「理事長（三宅廉の子・三宅潤）他、誰も洗礼を受けていない」状態となったがキリスト教の看板を掲げ続け、医療法人社団純心会パルモア病院となってからも「キリストの教えに基づいた愛と奉仕を表す十字のマーク」を病院のロゴマークに使用している。

## 系列病院
- 善通寺前田病院 - 香川県善通寺市中村町894-1